# Duhovnik
Duhovnik, pri pravoslavnih pop, protestantih pastor, pri ženska oblika pastorka ali kar duhovnica, je oseba, ki opravlja bogoslužje.
Duhovnik je verski voditelj, pooblaščen za izvajanje svetih obredov religije, zlasti kot posrednik med ljudmi in enim ali več božanstvi. Imajo tudi avtoriteto ali moč za vodenje verskih obredov; zlasti obrede žrtvovanja božanstvu ali božanstvom in spravo z njimi. Njihova služba ali položaj je 'duhovništvo', izraz, ki se lahko uporablja tudi za te osebe skupaj. Duhovnik ima lahko dolžnost občasno spovedovati, zakonsko svetovati, nuditi predporočno svetovanje, duhovno voditi, poučevati katekizem ali obiskovati tiste, ki so zaprti v zaprtih prostorih, kot so bolniki v bolnišnicah in domovih za ostarele.

## Opis
V nekaterih Cerkvah je pravica opravljanja bogoslužja podana z zakramentom - posvetitvijo (npr. v katoliški Cerkvi in v pravoslavju), medtem ko nekatere druge verske skupnosti (npr. muslimani) nimajo posebnih zakramentov za duhovniško službo. Nekatere cerkve (na primer Rimskokatoliška in Pravoslavne Cerkve) imajo samo moške duhovnike.

## Poklici in nazivi vkatoliški cerkvi
- diakon
- duhovnik (mašnik)
- kaplan
- vikar
- katehet
- kurat
- eksorcist
- kanonist
- župnik
- župnijski upravitelj (provizor)
- dekan
- arhidiakon
- kanonik
- menih
- nuna
- pater
- prior
- mati prednica
- provincijal
- gvardijan
- definitor
- vizitator
- vikar
- opat
- prošt
- prefekt
- superior
- spiritual
- spovednik
- penitenciar
- misijonar
- Legat
- apostolski administrator (upravitelj škofije ali nadškofije)
- apostolski vikar
- apostolski vizitator
- naslovni škof ali nadškof
- škof  (ordinarij), (pomožni škof), (škof koadjutor)
- nadškof
- metropolit
- nuncij (apostolski nuncij)
- monsinjor
- prelat
- papeški tajni komornik
- konzistorijalni svetnik
- apostolski protonotar
- kardinal (kardinal duhovnik), (kardinal škof), (kardinal protodiakon)
- patriarh npr. (Oglejski patriarhat in Beneški patriarhat)
- papež

## Duhovniški poklici in nazivi vpravoslavnicerkvi/nadškof
- pop
- paroh
- prezbiter (prezviter)
- prota (protojerej, protoprezviter)
- monah (menih)
- arhierej
- arhierejski namestnik
- jeromonah
- protojerej
- protoprezviter
- iguman (igumen, proigumen)
- géron/jeron?
- arhimandrit
- episkop / eparh
- eksarh (egzarh)
- metropolit (mitropolit)
- arhiepiskop
- (vladika)
- patriarh

## Duhovniški poklici in nazivi vprotestantizmu
- pastor
- predikant
- kantor
- intendent / superintendent
- prošt
- senior
- inšpektor
- škof

## Duhovniški nazivi in poklici vjudovstvu
- rabin
- kohen/koheina (jidiš)
- melamed

## Duhovniški nazivi in poklici vislamu
- ajatola (pri šiitih)
- (derviš)
- dželaluddin /džemaluddin
- fakih (vrhovni vodja šiitov)
- hodža (duhovnik)
- (hafiz)
- (hadži)
- hodžatoleslam (hojat ol-eslam, pri šiitih)
- imam
- kadi(-ja)
- kalif
- hatib (pri šiitih)
- mardža (at taklid) (pri šiitih)
- mualim
- mujezín (tudi mujazín)
- mederris (muderrisi)
- mudžtahid
- mufti(-ja)
- mula (pri šiitih)
- reis
- ulema
- reis-ul-ulema/reisu-l-ulema/veliki mufti(ja
- (sufi)
- šejk (šejhu-l-islam/Sheiklı ul-Islam)